# Аздемерово
Аздеме́рово (также в некоторых источниках Аздеми́рово, Аздимерово, Оздимерово, Здемирово) — деревня на территории Дмитриевского сельского поселения Галичского района Костромской области России.

## История
На территории Галичского района ранее находилось два населённых пункта (деревня и усадьба) с названием Аздемирово, тесно связанные между собой.
Деревня известна с 1620 года, когда царь Михаил Фёдорович пожаловал её галичскому боярскому сыну Г. И. Волосомоинову. Рядом располагалась и его одноимённая усадьба. Позже деревня перешла к галичскому воеводе И. Г. Трунову, который отдал деревню в приданое, когда выдавал свою дочь Матрену Ивановну замуж за галичского воеводу М. И. Циклера — внука Ивана Циклера. Около 1757 года часть деревни как приданое Антонии Никифоровны Сипягиной перешла к роду Третьяковых, представители которого проживали в усадьбе, относившейся тогда к приходу Троицкой церкви, что в Мостище, до отмены крепостного права. Сипягиным данное имение перешло по браку от Шиповых, которые владели также частью соседнего имения Денисьево.
В 1854 г. Третьяковы перевезли в сельцо Аздемерово некоторых своих крестьян из деревень Щово и Морхинино с реки Шачи из Буйского уезда. В декабре 1857 г. в сельце, помимо усадьбы, насчитывалось 14 крестьянских дворов, 3 из которых перевезены из Щово, 1 из Морхинино, 1 из Нелидово Галичского уезда, 2 из Навалкино Вологодского уезда, 1 из Сверчково Кадниковского уезда, 1 из соседнего Самылово.
Согласно Спискам населённых мест Российской империи в 1872 году усадьба Аздемирово относилась к 2 стану Галичского уезда Костромской губернии. В ней числилось 8 дворов, проживало 65 мужчин и 82 женщины.
Согласно переписи населения 1897 года в деревне Аздемирово проживало 94 человека (35 мужчин и 59 женщин), а в усадьбе Аздемирово проживало 5 человек (2 мужчин и 3 женщин).
Согласно Списку населённых мест Костромской губернии в 1907 году деревня и усадьба Аздемирово относились к Богчинской волости Галичского уезда Костромской губернии. По сведениям волостного правления за 1907 год в деревне числилось 24 крестьянских двора и 136 жителей, а в усадьбе — 1 двор и 4 жителя. Основными занятиями жителей деревни были малярный промысел и сельскохозяйственные работы, в усадьбе имелся кирпичный завод. Дворян в усадьбе, согласно исповедным ведомостям на 1908 год, уже не проживало.
В настоящее время усадьба не сохранилась, на её месте находится урочище. Деревня полностью выгорела в 2008 году и в настоящее время в ней отсутствует постоянное население.
До муниципальной реформы 2010 года деревня входила в состав Красильниковского сельского поселения.

## Население
| 1795 | 1857 | 1872 | 1897 | 1907 | 2008 | 2010 |
| ---- | ---- | ---- | ---- | ---- | ---- | ---- |
| 18   | ↗87  | ↗147 | ↘99  | ↗140 | ↘0   | →0   |
| 2012 | 2014 |      |      |      |      |      |
| →0   | →0   |      |      |      |      |      |

## Достопримечательности
При усадьбе сохранилась липовая роща — памятник природы местного значения.